# Agrostis ceretena
Agrostis ceretena é uma espécie de gramínea do gênero Agrostis, pertencente à família Poaceae.